# يوم شجعات
يوم شجعات، احد أيام العرب في الجاهلية، بين بني حنظلة وناس من أهل اليمن.

## قبل المعركة
كان مرباع مالك بن حنظلة في الجاهلية في زمان صخر بن نهشل بن دارم لصخر. فقال له الحارث بن عمرو بن آكل المرار الكندي: هل أدلّك يا صخر على غنيمة على أن لي خمسها. فقال له صخر: نعم، فدلّه على ناس من أهل اليمن.

## المعركة
أغار عليهم صخر بن نهشل بقومه بني حنظلة فظفروا وغنموا من أهل اليمن، وملأ يديه من الغنائم وأيدي أصحابه.

## بعد المعركة
فلما انصرف صخر، قال له الحارث الكندي: أنجز حرّ ما وعدت، (فأصبحت مثلا). فأدار صخر قومه على أن يعطوه ما كان جعل للحارث فأبوا عليه ذلك، وفي طريقهم ثنية متضايقة يقال لها شجعات، فلما دنا القوم منها سار صخر حتى وقف على رأس الثنية،
وقال: أزمت شجعات بما فيهن، لا يجوزنّ أحد بذمة صخر، (فأصبحت مثلا). فقال حمّرة بن ثعلبة بن جعفر بن يربوع بن حنظلة: والله لا نعطيه شيئا من غنيمتنا، ثم مضى في الثنية، فحمل عليه صخر بن نهشل بن دارم فقتله، فلما رأى الجيش ذلك أعطوه أجمعون الخمس، فدفعه إلى الحارث بن عمرو. فقال في ذلك نهشل بن حري النهشلي الدارمي: